# Gesves

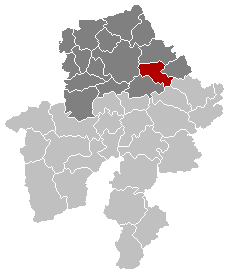
Mapa de ubicación de Gesves.

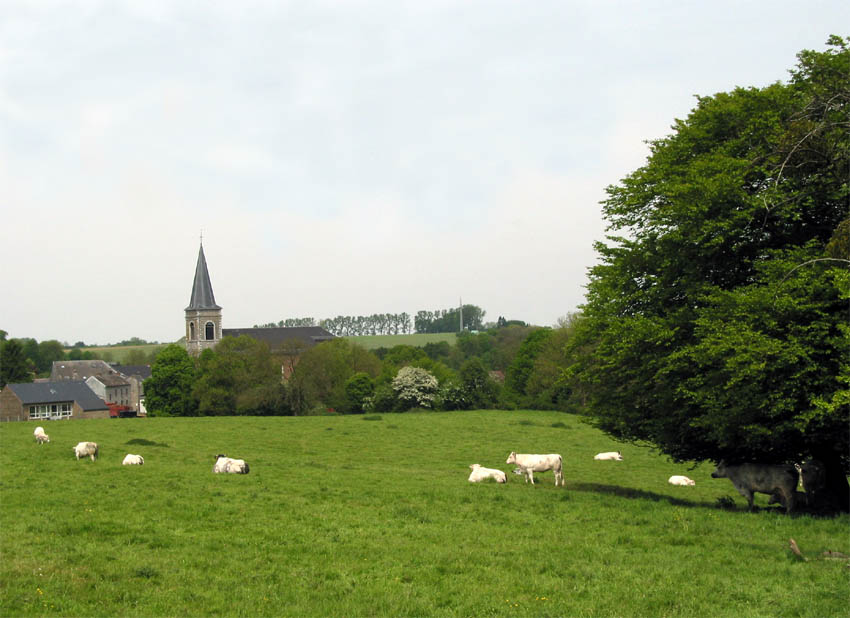
Panorama bucólico.

Gesves (en valón , Djeve): es un municipio de Bélgica en la provincia de Namur.

## Datos
- Población: 7.208 habitantes (est. 2020)
- Superficie total: 64.92 km²
- Densidad: 111.1 habitantes por km².

## Geografía

### Secciones del municipio
El municipio comprende los antiguos municipios, que se fusionaron en 1977:
| - Gesves - Faulx-les-Tombe - Haltinne - Mozet - Sorée |

## Demografía

### Evolución
Todos los datos históricos relativos al actual municipio, el siguiente gráfico refleja su evolución demográfica, incluyendo municipios después de efectuada la fusión el 1 de enero de 1977.
| Gráfica de evolución demográfica de Gesves entre 1846 y 2020 |
|                                                              |